# Ишваракришна
Ишваракришна — индийский философ, вероятно, VI века.
Принадлежит к древнейшей философской школе индуизма — санкхья. Ишваракришне принадлежит древнейший из дошедших до нас трактатов, излагающих учение санкхьи — так называемая Санкхья-карика, изданная в английском переводе Колбруком (Оксфорд, 1837)